# 沈阳医学院附属中心医院
沈阳医学院附属中心医院 (英語：Central Hospital Affiliated to Shenyang Medical College)，创立于1956年，是一所集医疗、科研、教学、预防、保健、康复为一体的大型综合三级甲等医院，位于中华人民共和国辽宁省沈阳市铁西区南七西路5号，占地面积6.4万平方米，建筑面积16万平方米，拥有床位1530张，职工2185人。